# 버블보블 (비디오 게임)
《버블보블》(일본어: バブルボブル, 영어: Bubble Bobble)은 타이토가 1986년 8월(북미 수출기판은 같은해 10월 Romstar사를 통해 출시)에 공개한 아케이드 게임이다. 또한 버블보블은 수많은 가정용 컴퓨터와 게임 콘솔에 일찍 포팅되었다. 하지만 대한민국에서는 버블 보블의 복제 기판에서 "Bobble Bobble"로 되어 있어 보블보블 또는 보글보글이라는 이름으로도 많이 알려져 있다.

## 진행 방법
- 버블 드래곤이 다른 동물들을 거품으로 붙잡아서 터트리는 게임이다. 그러면 다른 동물들은 떨어지게 되고 모든 동물들이 떨어지면 다음 판으로 올라가게 된다. 적을 가둔뒤에 일정시간까지 터트리지 못하면 적은 버서커 상태에 빠진다. 레벨 100까지 있으며 진 엔딩을 보기 위한 코드는 2명이서 동시에 플레이를 해야 볼 수 있다. 또한 20탄까지 죽지 않고 진행하면 나오는 비밀의 문에 들어가면 나오는 내용이 필요한데, 이 비밀의 문은 한 번도 죽지 않고 진행할 경우 매 10라운드(30, 40, 50)마다 비밀의 문이 나오게 되며 레벨 50에 나오는 문으로 들어가면 레벨 70으로 건너뛰게 된다.

- 아주 희귀한 경우이지만 태양이 나오기도 하는데 태양을 주인공이 먹을 경우 붉은 십자가를 먹을 때처럼 거품이 아닌 불을 뿜게 된다. 태양을 먹게 되면 라운드가 진행되는 것과 상관 없이 주인공이 죽을 때까지 계속해서 불을 뿜게 되며 불 공격을 당한 동물들은 죽게 되면서 9천점짜리 다이아몬드가 된다. 확률은 1/4096이다.

- 제한 시간내에 몬스터를 공략하지 못하면 유령 고래(skel monsta)가 나타나서 플레이어를 뒤 쫓으면서 방해를 한다. 스치면 사망하게 된다. 그러나 피하면서 스테이지를 클리어하면 사라진다.

## 테크닉
- 이 게임에서는 주인공이 사탕을 먹게 되면 거품을 뿜을 때 먼거리 공격이나, 뿜는 속도, 연발 공격을 할 수 있게 된다. 또한 신발을 먹게 되면 이동 속도가 빨라진다. 하지만 그렇게 하지 않고도 첫 라운드부터 연발 공격, 빠른 이동 속도를 낼 수 있는 방법이 있다. 이렇게 하려면 아래와 같이 하면 된다.

먼저 전원을 껐다가 킨다(MAME 사용자는 F3 키를 누른다) → 약 1~2초 후 조이스틱을 왼쪽으로 짧게 움직인다
- → 점프 버튼을 누른다 → 조이스틱을 왼쪽으로 짧게 움직인다 → 시작 버튼을 누른다 → 조이스틱을 왼쪽으로 짧게 움직인다
- → 공격 버튼을 누른다 → 조이스틱을 왼쪽으로 짧게 움직인다 → 시작 버튼을 누른다

그러면 화면 좌측 하단에 빨간색 글씨로 "POWER UP!"이라고 나타나게 되며 위의 방법을 사용한 다음 동전을 넣고(MAME 사용자는 Coin 버튼을 누른다) 게임을 시작하면 된다. 게임 중간에 주인공이 죽더라도 다시 나타나는 주인공은 연발 공격 및 빠른 이동 속도를 낼 수 있다.
- 20, 30, 40, 50라운드에 나오는 비밀의 문을 무조건 나오게 하는 방법이 있다. 이렇게 하려면 아래와 같이 하면 된다.

먼저 전원을 껐다가 킨다(MAME 사용자는 F3 키를 누른다) → 약 1~2초 후 공격 버튼을 누른다
- → 점프 버튼을 누른다 → 공격 버튼을 누른다 → 점프 버튼을 누른다 → 공격 버튼을 누른다
- → 점프 버튼을 누른다 → 조이스틱을 오른쪽으로 짧게 움직인다 → 시작 버튼을 누른다

그러면 화면 좌측 하단에 하늘색 글씨로 "ORIGINAL GAME..."이라고 나타나게 되며 위의 방법을 사용한 다음 동전을 넣고(MAME 사용자는 Coin 버튼을 누른다) 게임을 시작하면 된다.
- 백자리 숫자와 십자리 숫자를 일치시킨 상태에서 적을 모두 죽일 경우 남아있는 거품의 개수만큼 700점짜리 보너스 아이템이 나오게 된다. 2인용으로 할 경우에는 둘 중 하나만이라도 백자리 숫자와 십자리 숫자가 일치할 경우에 나오게 된다. 예를 들어 현재 주인공이 기록하고 있는 점수가 132480점이라면 이 상태에서 적을 죽인다면 보너스 아이템이 나오지 않지만, 132480점을 가장 가까운 132550점으로 맞출 경우 백자리 숫자 5와 십자리 숫자 5가 일치하므로(다른 경우, 예를 들어 백자리가 8이면 십자리도 8이어야 한다) 보너스 아이템이 나오게 된다.
- 어떤 레벨에서는 물, 번개, 불이 들어 있는 거품이 나타난다. 이 거품을 터뜨리면 각각 급류, 번개, 불덩이를 발사할 수 있으며 급류에 휩쓸리거나, 번개에 맞거나 불이 붙은 곳에 접근하여 불에 탄 동물은 각각 7천점, 8천점, 9천점짜리 다이아몬드로 변한다. 급류의 경우 하나의 급류가 발사되면 다른 물이 들어있는 거품을 터뜨려도 먼저 발사된 급류가 스테이지에서 없어지기 이전에는 발사되지 않는다.
- 한 번에 여러 마리의 동물을 죽일 경우 다음 레벨에서는 E, X, T, E, N, D 중에서 최대 3개까지 영문자가 적힌 거품이 나타난다. 이 거품은 E, T, N(여기서 E는 빨간색 거품) 혹은 X, E, D(여기서 E는 녹색 거품)으로만 나타나며, 예를 들어 이전 레벨에서 두 마리를 동시에 죽였다면 한 개의 거품이, 세 마리를 동시에 죽였다면 두 개의 거품이, 네 마리를 동시에 죽였다면 세 개의 거품이 나타난다.
- EXTEND를 모두 터뜨려 하나의 문자를 완성하게 되면 해당 레벨은 그것으로 끝나면서 다음 레벨로 넘어간다. 그 도중에 주인공은 잔기 보너스를 타게 된다. 하지만 대한민국 내에 깔린 기판은 해적판이 대다수이기에 녹색 주인공인 플레이어 1의 경우는 잔기 보너스를 획득할 수 없다.

## 아이템
- 해골: 이 아이템을 먹으면 별똥별이 떨어지는데, 별똥별에 부딪힌 적은 화난다.
- 신발: 주인공의 이동 속도가 빨라진다.
- 하트: 일시적으로 적들을 마비시킨 후 주인공이 몸통 박치기를 시도하여 직접 죽일 수 있다.
- 노랑 사탕: 거품을 연사하는 아이템
- 파랑 사탕: 거품 발사 속도가 약간 빨라진다.
- 보라 사탕: 거품 발사 거리가 길어진다.
- 다양한 색상의 물약: 보너스 아이템을 먹을 수 있다. 이 물약을 먹으면 등장하는 모든 적들이 사라지면서 레벨 주위가 보너스 아이템으로 가득차게 된다. 다 먹을 경우 가장 많이 먹은 주인공은 10만점을, 다른 주인공은 5만점을 따게 된다. 그러나 정해진 시간 30초 내에 아이템을 먹지 못할 경우 추가 보너스 점수는 없다.
- 방울: 이것을 먹게 되면 주인공이 거품을 발사하지 않고도 죽일 수 있는 무기(예: 하트, 십자가, 폭탄 등)가 나오는 레벨로 갈 때마다 예고 신호를 보내게 된다.
- 지팡이: 이것을 먹은 후 나오는 적을 모두 죽이면 남아있는 거품 개수만큼의 보너스 아이템과 함께 대형 아이템(보통 1만점~3만점)이 위에서 떨어지게 된다.
- 금고: 이것을 먹은 후 나오는 적을 모두 죽이면 남아있는 거품 개수만큼의 파란 다이아몬드와 함께 대형 다이아몬드(5만점)이 위에서 떨어지게 된다.
- 보라색 반지: 점프할 때마다 5백점씩 가산되며 반지를 먹은 레벨에 한한다.
- 옥색 반지: 이동할 때마다 점수가 10점씩 올라간다. 매우 빠른 속도로 점수가 올라간다.
- 빨간색 반지: 거품을 발사할 때마다 5백점씩 가산된다.
- 목걸이: 커다란 덩어리가 벽면을 반사하면서 튕기게 되며, 이것이 적을 죽이면 6천점짜리 다이아몬드가 된다.
- 파란 십자가: 스테이지 전체가 물로 채워지면서 모든 적들이 죽게 된다. 죽은 적들은 7천점짜리 다이아몬드가 된다.
- 주황 십자가: 스테이지 위에서 커다란 벼락이 떨어지며 이 벼락에 맞은 적은 죽으면서 8천점짜리 다이아몬드가 된다.
- 빨간 십자가: 주인공이 거품이 아닌 불덩이를 발사하게 되며 불덩이에 맞은 적은 죽으면서 9천점짜리 다이아몬드가 된다.
- 옥구슬: 이것을 먹게 되면 진행하는 레벨이 시작되자마자 아이템이 나타난다.
- 팔찌: 이것을 먹을 경우 스테이지 위에서 무수히 많은 불덩이가 떨어지며 여기에 맞은 적들은 죽으면서 6천점짜리 다이아몬드가 된다.
- 책: 스테이지 전체가 위아래로 흔들리는 지진이 일어나면서 모든 적들이 8천점짜리 다이아몬드가 된다.
- 주전자: 스테이지 중앙에서 커다란 불덩이가 발사된다. 모든 적들이 죽으면서 9천점짜리 다이아몬드가 되지만 주인공은 다음 레벨로 갈 때까지 거품을 발사할 수 없다.
- 폭탄: 폭탄이 터지면서 모든 적들이 죽으며 1만점짜리 다이아몬드가 된다. 주인공은 다음 레벨로 갈 때까지 거품을 발사할 수 없다.
- 여러 색의 램프: 빨강, 노랑, 파랑 사탕, 신발을 먹은 상태가 된다. 죽으면 없어진다.
- 포크와 나이프: 위에서 무수한 아이템이 떨어져 이것이 적을 맞추면 9천점짜리 다이아몬드가 된다.
- 우산: 주황색은 3스테이지, 빨간색은 5스테이지, 보라색은 7스테이지를 건너뛴다.
- 시계: 이것을 먹게 되면 게임 시간을 일시적으로 멈추게 한다. 몬스터가 멈추게 되며 주인공 캐릭터는 멈추지 않는다.

## 기타
- 버블 보블 게임의 배경음(리듬)이 2009년에 삼양라면의 광고〈보글보글 송〉노래로 만들어져 삽입곡으로 사용되고 있다. 삼양라면의 광고대행사가 사전에 타이토와 협의한 다음 사용했고, 광고에서 자막을 통해 고지했으므로 저작권에는 문제없다.

## 하드웨어
- CPU: Z80(6.000Mhz),M68705(2.000Mhz)
- 사운드 칩: YM2203(3.000Mhz),YM3526(3.000Mhz)
- 해상도: 256x224,60Hz, 256색 팔래트
- 4방향 조이스틱, 2개 버튼, 2인 동시 플레이

## 후속편
- 레인보우 아일랜드
- 파라솔 스타
- 버블 심포니
- 버블 메모리즈
- 버블보블 레볼루션PSP
- 버블보블 4 프렌즈

### 파생작
- 퍼즐 보블

## 평가
| 평론 점수         | 평론 점수    |
| 평론사            | 점수         |
| ----------------- | ------------ |
| 올게임            | (NES)        |
| 크래시            | 90%          |
| CVG               | 27/30        |
| EGM               | 7.75/10 (GG) |
| 싱클레어 유저     | 8/10         |
| 유어 싱클레어     | 90%          |
| The Games Machine | 93%          |
| Zzap!64           | 97% (C64)    |

| 수상    | 수상       |
| 평론사  | 수상       |
| ------- | ---------- |
| Zzap!64 | Gold Medal |